# رسالت راماکریشنا
رسالت راماکریشنا (انگلیسی: Ramakrishna Mission)، یکی از مهم‌ترین متفکران پیشرو در انجام اصلاحات دینی و معرفی سنتی مطابق شرایط دوران جدید، راماکریشنا (رامه کرشنه) است که به دلیل تأثیرگذاری فراوانش بر جامعهٔ هند توانست جریانی دینی به نام «رسالت رامه کرشنه» (Rāma Krishna Mission) را پس از خود به راه اندازد.

## رسالت راماکریشنا
این جریان از سنّت متعبّدانهٔ بنگالی شکل گرفت که برآمده از سلوک درونی و معرفتی رامه کرشنه و شاگرد خاص او ویوکاناندا بود.
بررسی این مکتب فکری نوین از چند جهت مهم است:
نخست این که رویکرد آن بازخوانی اعتقادات کهن و موفقیت در ارائهٔ تفسیری نوین از دین برای هندوانی بود که علاقه‌مند به حفظ دینداری خود و در عین حال تعامل با سایر فرهنگ‌ها و ادیان بودند.
دوم، میزان هم خوانی و سازگاری آن با عقلانیّت و فلسفه ی جدید یا به‌طور کلی با اصول فکری و ارزش‌های مقبول جهانی بیش از سایر جریان‌های موازی است. 
و آخر این که رویکرد رامه کرشنه به دین عرفانی است و با بهره‌گیری از عرفان و فلسفهٔ غنی هند همچون مکتب ودانته و ملاک قرار دادن تجربیات دینی انسانها، به تعریف و شناخت دین و بازنمایی عناصر حقیقی دینداری می‌پردازد.

## توحید
راما کریشنا با توضیح دو نظریهٔ توحیدی و وحدت وجودی، نه تنها به تجربه‌های حیات عرفانی دست یافت، بلکه توانست جنبه‌های حیات دینی-اجتماعی مردم را بر مبنای اعتقاد به جوهریت واحد ادیان (وحدت ادیان) و حقیقت یگانه خدا تفسیری جدید نماید تا جایی که تنها راه آرامش بشر را عشق الهی و محبت عاشقانه به انسان‌ها می‌دانست.